# برگزاری جشن عید فصح توسط مسیحیان
برگزاری جشن عید فصح توسط مسیحیان (انگلیسی: Christian observance of Passover) در میان مجامع یهوه، یهودیت موعودباور و برخی از جماعت‌های کلیسای خدا (روز هفتم) یافت می‌شود. این اغلب به جشن مسیحی و جشنواره عید پاک مرتبط است. اغلب، فقط یک سدر پسح برای توضیح معنی در مراسمی با زمان محدود جشن گرفته می‌شود. رستگاری از اسارت گناه از طریق قربانی مسیح جشن گرفته می‌شود. معمولاً، مسیحیان که در مراسم عید فصح یهودی شرکت می‌کنند، این کار را با یک هاگادا مسیحایی، یک متن، کتابچه، یا ویدیو انجام می‌دهند که شرکت‌کنندگان را از طریق «نظم» عید فصح راهنمایی می‌کند.